# Tatjana Leonidowna Weschkurowa

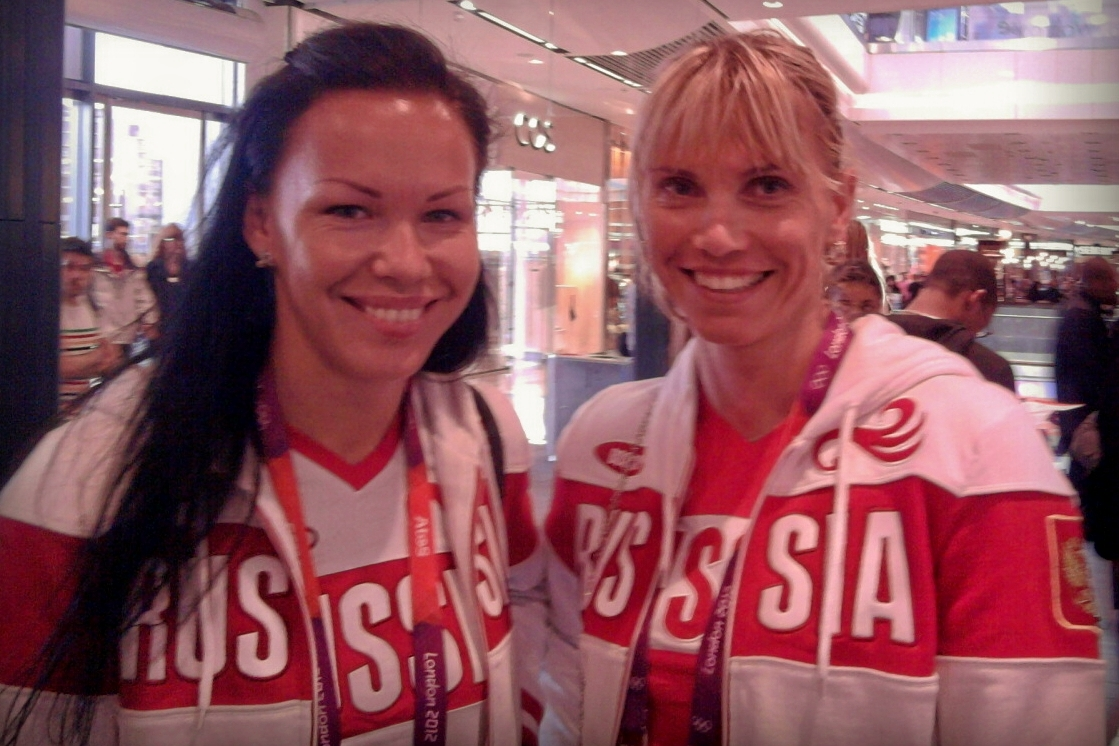
Tatjana Weschkurowa (rechts) 2012

Tatjana Leonidowna Weschkurowa (russisch Татьяна Леонидовна Вешкурова; * 23. September 1981 in Perm) ist eine russische Leichtathletin. Sie war Staffeleuropameisterin 2006. 

## Leben
Tatjana Weschkurowa hatte bei den russischen Meisterschaften 2006 im 400-Meter-Lauf gegen Swetlana Pospelowa verloren. Bei den Europameisterschaften 2006 war Weschkurowa die stärkste Russin und gewann in 50,15 s die Silbermedaille hinter der Bulgarin Wanja Stambolowa, die in diesem Rennen in 49,85 s als einzige unter der 50-Sekunden-Grenze blieb. Die russische 4-mal-400-Meter-Staffel in der Besetzung Swetlana Pospelowa, Natalja Iwanowa, Olga Saizewa und Tatjana Weschkurowa siegte in 3:25,12 min vor den Staffeln aus Belarus und Polen.
2007 lief Weschkurowa bei den Halleneuropameisterschaften in Birmingham in 51,96 s auf den fünften Platz. In der Freiluftsaison verpasste sie bei den Weltmeisterschaften 2007 in Osaka in 50,71 s den Finaleinzug im Einzelwettbewerb. Im Staffelwettbewerb gewann die Mannschaft aus den USA vor den jeweils Landesrekord laufenden Staffeln aus Jamaika und dem Vereinigten Königreich. In 3:20,25 min belegte die russische Staffel mit Ljudmila Litwinowa, Natalja Nasarowa, Tatjana Weschkurowa und Natalja Antjuch den vierten Platz.
Bei den Olympischen Spielen 2008 gewann Weschkurowa mit der russischen Staffel in 3:23,71 min den ersten Vorlauf. Im Finale wurde sie nicht eingesetzt; da ihre Mannschaftskameradinnen im Finale den zweiten Platz hinter der US-Staffel belegten, erhielt auch Weschkurowa für ihren Vorlaufeinsatz die olympische Silbermedaille.
Im März 2013 gewann sie bei den Halleneuropameisterschaften im schwedischen Göteborg die Silbermedaille in der 4-mal-400-Meter-Staffel.
Bei einer Körpergröße von 1,75 m beträgt ihr Wettkampfgewicht 64 kg.

## Bestzeiten
- Freiluft
  - 200 Meter: 22,92 s (2. August 2008 in Irkutsk)
  - 400 Meter: 49,99 s (16. Juli 2006 in Tula)
- Halle
  - 200 Meter: 23,58 s (24. Januar 2006 in Moskau)
  - 400 Meter: 51,07 s (27. Februar 2006 in Moskau)